# Get Buck
«Get Buck» — другий сингл репера Young Buck з його другого студійного альбому Buck the World. Це єдиний трек з платівки, що потрапив до чарту Billboard Hot 100, посівши 87-му сходинку. Ludacris використав біт пісні для свого треку «Politics as Usual».

## Відеокліп
Режисер: Філліп Дж. Атвелл. У відео знялися: DJ Drama, Lil Scrappy, Young Jeezy, E-40, Young Dro, Rich Boy, Polow da Don, Young Noble, E.D.I., Тоні Єйо, Young Hot Rod, Spider Loc та Ллойд Бенкс.

## Чартові позиції
| Чарт (2007)               | Найвища позиція |
| ------------------------- | --------------- |
| США Billboard Hot 100     | 87              |
| США Hot R&B/Hip-Hop Songs | 43              |
| США Pop 100               | 94              |
| США Rap Songs             | 22              |